# Expedició 8
L'Expedició 8 va ser la vuitena estada de llarga durada en l'Estació Espacial Internacional.

## Tripulació
| Posició           | Astronauta                               | Astronauta                               |
| ----------------- | ---------------------------------------- | ---------------------------------------- |
| Comandant         | Michael Foale, NASA Sisè vol espacial    | Michael Foale, NASA Sisè vol espacial    |
| Enginyer de vol 1 | Aleksandr Kaleri, RSA Quart vol espacial | Aleksandr Kaleri, RSA Quart vol espacial |

## Paràmetres de la missió
- Perigeu: 384 km
- Apogeu: 396 km
- Inclinació: 51,6°
- Període: 92 min

- Acoblat: 20 d'octubre de 2003 - 07:15:58 UTC
- Desacoblat: 29 d'abril de 2004 - 20:52:09 UTC
- Temps acoblat: 192 dies, 13 h, 36 min, 11 s

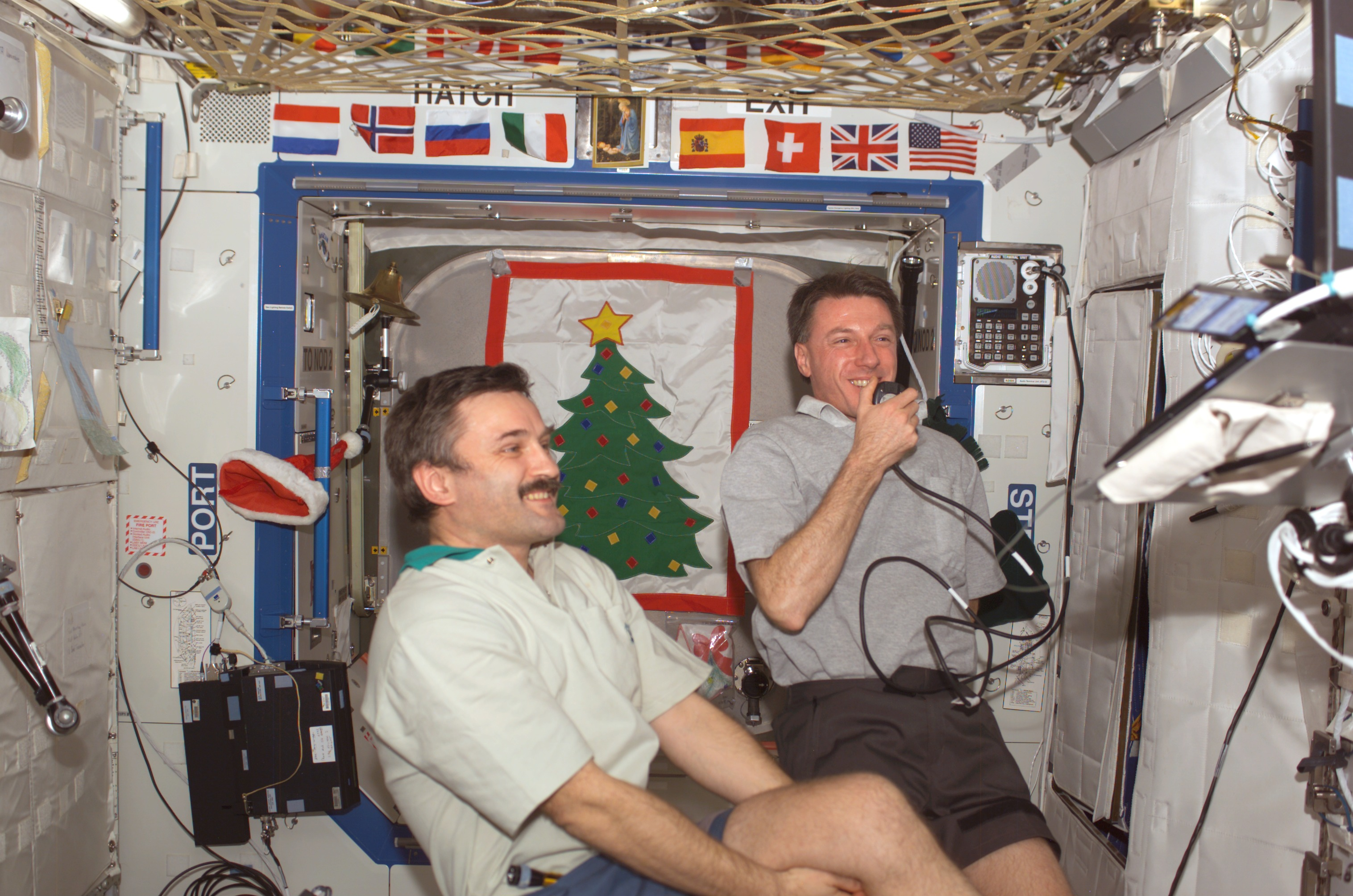
Foale i Kaleri realitzen una teleconferència amb Moscou com a part de la Celebració d'Any Nou Russa.(NASA)

## Objectius
El comandant i oficial científic de la NASA a l'estació Michael Foale, l'enginyer de vol Aleksandr Kaleri i l'astronauta de l'ESA Pedro Duque van acoblar el Soiuz TMA-3 amb l'Estació Espacial Internacional a les 07:15:58 UTC del 20 d'octubre de 2003. Al temps de l'acoblament, ambdues naus van orbitar la Terra sobre Rússia.
Un cop es va desacoblar la nau de l'Expedició 7, Foale i Kaleri es van posar a treballar, començant una temporada de més de sis mesos centrada en les operacions de l'estació i el seu manteniment.
La nova tripulació de l'estació, juntament amb Duque, que es va enlairar del Cosmòdrom de Baikonur a Kazakhstan a les 05:38:03 UTC, del 18 d'octubre de 2003.
Foale i Kaleri van partir de l'estació cap a la Terra a bord de la nau Soiuz TMA-3 el 29 d'abril de 2004 juntament amb l'astronauta de l'ESA André Kuipers, que havia arribat amb la tripulació de l'Expedició 9 a bord de la Soiuz TMA-4 nou dies abans.

## Passeigs espacials
La tripulació de l'Expedició 8 va conduir el primer passeig espacial de dues persones a l'Estació Espacial Internacional. A diferència de les caminades espacials prèvies dutes a terme per tripulacions de la ISS, no hi havia un membre de la tripulació a l'interior de l'estació, els astronautes treballaven fora. La caminada espacial va tenir lloc a l'exterior del compartiment d'acoblament de la Pirs; els astronautes van vestir vestits espacials Orlan russos.
Va ser el 52è passeig espacial dedicat al muntatge de l'Estació Espacial Internacional, resultant amb un total acumulat de 322 hores i 32 minuts. Va ser el 27è dedicat a l'estació, amb un total de 155 hores i 17 minuts.
| Missió            | Passeigs espacials | Inici (UTC)                | Fi (UTC)                   | Duració            |
| ----------------- | --- | -------------------------- | -------------------------- | ------------------ |
| Expedició 8 EVA 1 | Michael Foale Aleksandr Kaleri | 26 de febrer de 2004 21:17 | 27 de febrer de 2004 01:12 | 3 hores, 55 minuts |
| Expedició 8 EVA 1 | Aquesta caminada espacial va ser interrompuda per un mal funcionament del sistema de refrigeració del vestit espacial d'en Kaleri. Encara que la caminada espacial va acabar abans d'hora, en Foale i en Kaleri van ser capaços de completar tot un seguit de les seves tasques. La primera tasca va ser la substitució dels contenidors de cassets que contenen les mostres de materials per a un experiment per estudiar l'efecte de llarga durada de l'exposició a l'ambient de microgravetat. Més tard, en Foale va substituir dos cassets semblants guardats a l'exterior del Mòdul de Servei del Zvezda. Un experiment rus anomenat Matryoshka va ser instal·lat al casc del Zvezda que proporciona dades sobre l'exposició a la radiació per al cos humà durant el vol espacial. Els astronautes també van treure un dels dispositius de la mida d'una maleta de l'experiment MPAC-SEEDS de l'Agència Espacial Japonesa. Van reubicar un segon dispositiu. Aquest experiment estudiava els impactes de micrometeorits i l'exposició de materials en l'entorn espacial. Aquest experiment va ser instal·lat en l'ISS pels astronautes de l'Expedició 3 el 15 d'octubre de 2001. La tripulació no va poder finalitzar eliminar els dispositius retroreflectors de llum làser des de l'extrem de popa del Zvezda. Els reflectors van ser estudiats com a dispositius de navegació per al Vehicle de Transferència Automatitzat de l'Agència Espacial Europea, que va volar per primera vegada a la ISS en el 2008. Una altra tasca que no va ser inclosa va ser l'experiment de ciència dels materials anomenat Kromka. Aquest experiment measuva la quantitat de residus emesa des dels propulsors a reacció del Zvezda. |                            |                            |                    |